# Luigi Ercoli
(Luigi Ercoli - Lettera dal carcere)
Luigi Ercoli (Bienno, 24 settembre 1919 – Mauthausen, 15 gennaio 1945) è stato un partigiano italiano, promotore delle Fiamme Verdi Tito Speri in Val Camonica.

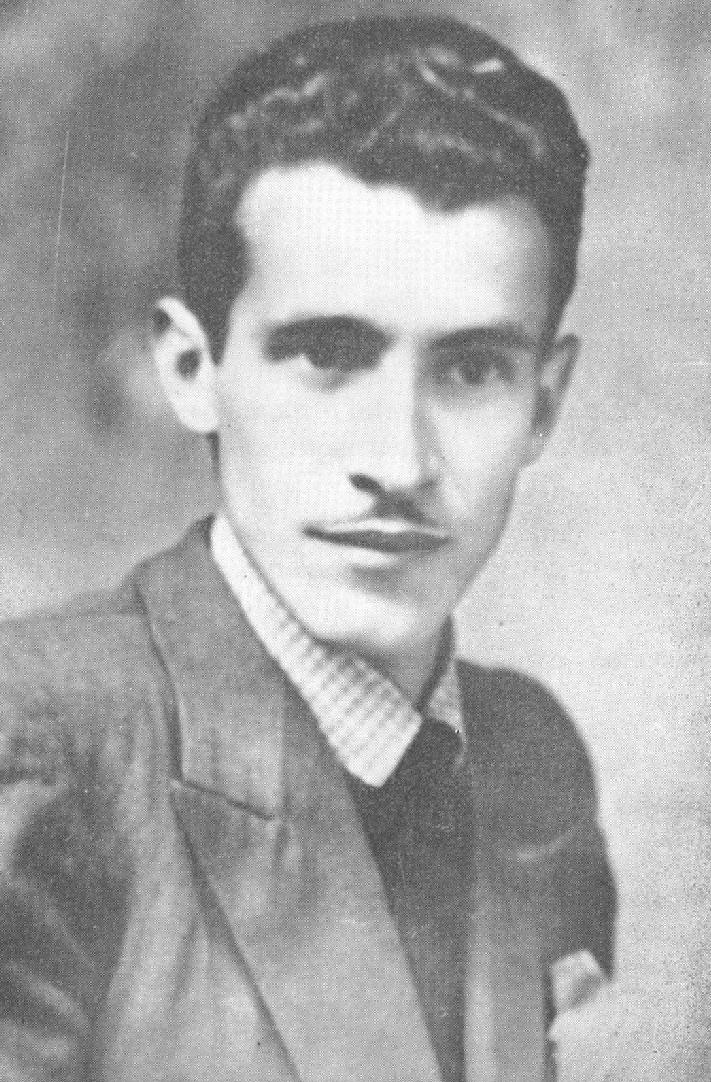
Ercoli Luigi.

Nato e vissuto a Bienno, fin da giovane fu membro del Circolo di Azione cattolica del suo paese. Si diploma come geometra e successivamente apre uno studio tecnico, attività che si interrompe dopo l'8 settembre 1943 quando comincia, con l'aiuto della sua famiglia, a dare riparo agli alleati in cerca d'aiuto. Tra i più attivi nel suo nucleo familiare vi sono le due sorelle Giacomina e Maria e la fidanzata Laura.
La casa in fondo al paese diventa quindi il principale punto di riferimento per chiunque voglia sfuggire o combattere il fascismo: ogni giorno e ad ogni ora vi giungono ex prigionieri alleati in cerca di pane, di riposo o d'una sosta per continuare l'esodo verso la neutrale Svizzera.
Diventa fondatore e promotore del Comando Fiamme Verdi Tito Speri in Val Camonica e successivamente assume la direzione del primo gruppo cittadino delle Fiamme Verdi a Brescia. Manda quotidianamente al Comando in Valle notizie segrete carpite nelle più intime adunanze del nemico, si procura carta per la stampa de "Il Ribelle", acquista e trasporta con i modi più ingegnosi armi e provviste d'ogni genere, stringe segrete e preziose amicizie con uomini che possano fornirgli merci e mezzi necessari alla vita della Divisione.
Con l'accanimento delle spie a Bienno e a Brescia, il continuo sprezzo del pericolo e l'aumentare della paura da parte di alcuni, l'abitazione a Brescia dove aveva assunto la direzione delle operazioni partigiane diviene meno sicura e sempre più al centro di grandi sospetti da parte delle truppe tedesche. Infatti la mattina del 30 settembre 1944 alle ore 6:30 le SS tedesche circondano l'edificio, vi irrompono e arrestano Luigi, la signora Irene Coccoli e la sua domestica Letizia.
Viene portato nelle carceri giudiziarie di Canton mombello a Brescia e rinchiuso nella cella 101. Lasciato senza acqua né cibo per 17 giorni cominceranno gli interrogatori da parte di Erich Priebke (a causa dei quali, si leggerà nelle lettere che gli permettevano di spedire ogni tanto alla famiglia, spesso non riuscirà nemmeno a dormire) nei quali però non rivelerà mai niente.
(Agape Nulli, da un'intervista al Corriere della Sera)
Vista la sua ferrea tenacia a non collaborare il 21 novembre 1944 viene trasferito e rinchiuso nel campo di concentramento di Bolzano come internato politico e successivamente (il 13 dicembre 1944) viene deportato nel Campo di concentramento di Mauthausen-Gusen.
Durante la sua permanenza nel carcere di Brescia e nel campo di concentramento di Bolzano scriverà diverse lettere alla madre nelle quali cercherà di tranquillizzarla riguardo alla sua salute ed al suo futuro. Nelle sue lettere si evince sempre la sua enorme fede cattolica e la profonda devozione verso la madre e la famiglia.
Il 2 gennaio 1945 viene trasferito al campo di Melk dove a causa della giornata lavorativa di 12 ore ad una temperatura di 25-30° sotto zero, la scarsa alimentazione, il dormitorio gelido e con una sola coperta si ammalerà di polmonite. Viene quindi trasferito in infermeria (dove per ogni letto vi erano tre o quattro ammalati riparati da una sola coperta) nella quale muore il 15 gennaio 1945 dopo aver lasciato ad un suo compagno di sventura il suo cucchiaio di legno dicendogli: "Portalo a mia mamma.".
Dopo la sua morte il Comune di Bienno gli intitola una della principali vie del paese (una volta "Via 28 ottobre") e nel 2008 viene apposta una targa in suo onore sul muro della casa di famiglia perpendicolare alla via.